# Ezio Cerpi
Ezio Cerpi (Siena, 4 aprile 1868 – Firenze, 16 luglio 1958) è stato un architetto italiano.

## Biografia
Nato a Siena da Ferdinando Cerpi e Lucia Dani, studiò all'Accademia di belle arti di Siena. Dopo essersi trasferito a Firenze, per studiare all'interno dell'Accademia di belle arti di tale città, entrò in contatto e fu allievo di Luigi Del Moro e Giuseppe Partini. Nel 1895 effettuò il suo primo restauro al campanile della Badia Fiorentina, mentre nel 1899 diede vita a un restauro di grandi dimensioni nella chiesa di Sant'Ambrogio, sempre a Firenze.
Tra i suoi numerosi lavori si ricordano l'edificio moderno della chiesa di San Quirico a Legnaia, disegnato intorno alla fine dell'Ottocento e costruito tra il 1899 e il 1901; la chiesa di San Bartolomeo a Coiano, costruita nel 1904; il museo dell'area archeologica di Fiesole, edificato tra il 1912 e il 1914. Nel 1906 Cerpi viene nominato architetto dell'Opera di Santa Croce, dando inizio nella basilica a una lunga serie di lavori.